# Zuflussprinzip
Das Zuflussprinzip, auch Zufluss-/Abflussprinzip genannt, ist ein Grundsatz des deutschen Einkommensteuerrechts, nach dem Einnahmen innerhalb des Kalenderjahres bezogen sind, in dem sie dem Steuerpflichtigen zugeflossen sind. Ausgaben sind für das Kalenderjahr abzusetzen, in dem sie geleistet worden sind (§ 11 Abs. 1 Satz 1, Abs. 2 Satz 1 Einkommensteuergesetz, EStG).
Für regelmäßig wiederkehrende Einnahmen und Ausgaben wird das Prinzip durchbrochen. Regelmäßig wiederkehrende Einnahmen, die dem Steuerpflichtigen kurze Zeit vor Beginn oder kurze Zeit nach Beendigung des Kalenderjahres, zu dem sie wirtschaftlich gehören, zugeflossen sind, gelten als in diesem Kalenderjahr bezogen. Das gilt entsprechend für regelmäßig wiederkehrende Ausgaben.
Das Zuflussprinzip, das auf den tatsächlichen Zeitpunkt der Einnahme bzw. Ausgabe abstellt, ist strikt vom Realisationsprinzip zu trennen, das den Zeitpunkt der wirtschaftlichen Veranlassung zu Grunde legt.

## Zweck der Vorschrift
Die Einkommensteuer ist eine periodisch entstehende und veranlagte Steuer, d. h. die Besteuerungsgrundlagen und die Steuer sind immer für ein Kalenderjahr festzustellen. Für die Zuordnung des Einkommens zum jeweiligen Veranlagungsjahr bedarf es daher einer Regelung zur zeitlichen Erfassung von Einnahmen und Ausgaben.

## Zuflusszeitpunkt
Ein Geldbetrag ist zugeflossen, wenn die wirtschaftliche Verfügungsmacht über ihn erlangt ist. Bei einer Zahlung mit Scheck ist der Betrag bei der Entgegennahme des Schecks zugeflossen.

## Abflusszeitpunkt
Den Leistungszeitpunkt für die Ausgabenseite bestimmt hiermit korrespondierend § 11 Abs. 2 Satz 1 EStG. Ein Geldbetrag ist abgeflossen, wenn der Leistende alles Erforderliche getan hat, um die Leistung zu bewirken. Der Zeitpunkt bei einer Scheckzahlung ist mit der Übergabe an die Post bzw. mit dem Einwurf in den Briefkasten des Zahlungsempfängers. Der Abfluss bei einer Überweisung erfolgt im Zeitpunkt der Abgabe des Überweisungsauftrags an die Bank, wenn das Konto die nötige Deckung aufweist oder ein entsprechender Kreditrahmen vorhanden ist.

## Ausnahmen vom Grundsatz
Als Ausnahme vom Zufluss- und Abflussprinzip bestimmt das Gesetz die Zurechnung von Zu- bzw. Abflüssen zu dem Jahr, zu dem sie wirtschaftlich gehören. Dies gilt dann, wenn es sich um regelmäßig wiederkehrende Zahlungen handelt und diese kurz vor oder nach Jahreswechsel fließen. Der Bundesfinanzhof versteht darunter einen Zeitraum von zehn Tagen und verlangt in seiner neueren Rechtsprechung, dass Fälligkeit und Zu- bzw. Abfluss in diesem Zeitraum liegen. Auf eine der Vereinfachung dienende Ausnahmeregelung vom Zuflussprinzip für das Lohnsteuerverfahren verweist § 11 Abs. 1 Satz 4 EStG.
Entgegen dem Zufluss/-Abflussprinzip aus § 11 EStG steht § 7 EStG, die Absetzung für Abnutzung, gemäß dem Wirtschaftsgüter unter bestimmten Voraussetzungen anti-periodisch als Werbungskosten (§ 9 Abs. 1 Satz 3 Nr. 7 EStG) bzw. Betriebsausgaben (§ 4 Abs. 4 EStG) erfasst werden.

## Zuflusstheorie im Sozialrecht
Die Zuflusstheorie, mitunter wie im Steuerrecht auch Zuflussprinzip genannt, dient im Sozialleistungsrecht der zeitlichen Zuordnung von Einnahmen für die Prüfung eines Anspruchs auf Leistungen nach dem SGB II (Bürgergeld).
Die Zuflusstheorie ist vor allem bedeutsam zur Abgrenzung von Einkommen und Vermögen im Sinne der Bürgergeld-Verordnung und zur Beurteilung, in welchem Zeitraum Einkommen zu berücksichtigen ist. Einkommen ist grundsätzlich alles, was jemand nach der Antragstellung wertmäßig dazu erhält, Vermögen ist das, was jemand vor der Antragstellung bereits hatte.
Nach ständiger Rechtsprechung des Bundessozialgerichts ist vom tatsächlichen Zufluss auszugehen (§ 11 Abs. 2 SGB II), es sei denn rechtlich wird ein anderer Zufluss als maßgeblich bestimmt (modifizierte Zuflusstheorie). Abweichungen vom tatsächlichen Wertzufluss sind etwa rechtlich vorgegeben bei einmaligen Einnahmen (§ 11 Abs. 3 SGB II), beim Zeitpunkt der Berücksichtigung von Betriebskostenabrechnungen (§ 22 Abs. 3 Halbsatz 1 SGB II) oder beim Zufluss einer Erbschaft bereits mit dem Tode des Erblassers. Einen derart vom tatsächlichen Mittelzugang normativ abweichenden Zufluss bestimmt für den Kinderzuschlag § 6a Abs. 1 Nr. 4 Satz 1 BKGG aF.